# Малиновское сельское поселение (Омская область)
Малиновское се́льское поселе́ние — муниципальное образование в Тюкалинском районе Омской области Российской Федерации.
Административный центр — село Малиновка.

## История
Статус и границы сельского поселения установлены Законом Омской области от 30 июля 2004 года № 548-ОЗ «О границах и статусе муниципальных образований Омской области».

## Население
| 2010 | 2011 | 2012 | 2013 | 2014 | 2015 | 2016 |
| ---- | ---- | ---- | ---- | ---- | ---- | ---- |
| 753  | ↘751 | ↘738 | ↘722 | ↘706 | ↘690 | ↘668 |
| 2017 | 2018 | 2019 | 2020 | 2021 | 2023 |      |
| ↗670 | ↘657 | ↘642 | ↘607 | ↘586 | ↘566 |      |

## Состав сельского поселения
| № | Населённый пункт | Тип населённого пункта       | Население |
| - | ---------------- | ---------------------------- | --------- |
| 1 | Залесная         | деревня                      | 57        |
| 2 | Каспиль          | деревня                      | ↘77       |
| 3 | Малиновка        | село, административный центр | ↗619      |